# 앤디 길

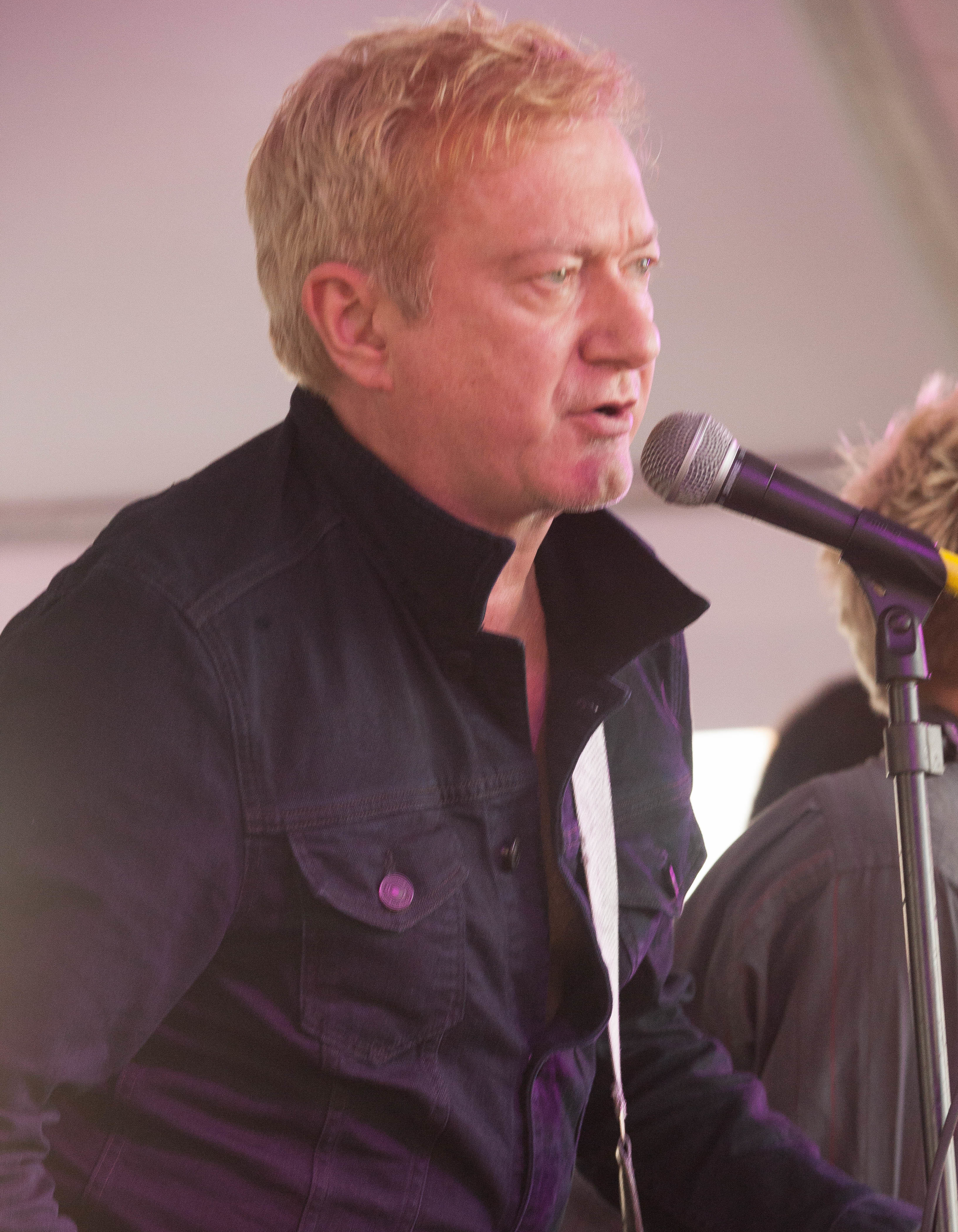
2015년의 모습

앤드류 제임스 달림플 길(Andrew James Dalrymple Gill, 1956년 1월 1일 ~ 2020년 2월 1일)은 잉글랜드의 음악가이자 음악 프로듀서이다. 1976년 결성한 포스트펑크 밴드 갱 오브 포의 공동 설립자 중 한 명이자 밴드의 리드 기타리스트였다. 밴드의 정규 음반 《Entertainment!》(1979), 《Solid Gold》(1981) 및 히트 싱글 〈At Home He's a Tourist〉, 〈Damaged Goods〉, 〈Anthrax〉, 〈What We All Want〉, 〈I Love a Man in a Uniform〉과 같은 히트 싱글 등에서 보준 각 지고도 들쭉날쭉한 기타 스타일로 널리 알려져 있다.
갱 오브 포에서의 기여 외에도 음악 프로듀서로서 레드 핫 칠리 페퍼스, 지저스 리저드, 스트랭글러스, 퓨처헤즈, 마이클 허친스, 킬링 조크, POLYSICS, 파이트 라이크 에이프스, 테라피?, 영 나이브스 등 많은 음악가들의 음반을 프로듀싱하였다.

## 생애
길은 1956년 1월 1일 잉글랜드 맨체스터에서 태어났다. 저널리스트이자 여성평등당의 공동 창당자인 캐서린 메이어와 결혼하였다.
길의 죽음은 2020년 2월 1일 갱 오브 포를 통해 알려졌다. 밴드의 대변인은 뉴욕 타임스에 길의 사인은 여러 장기의 부전 및 폐렴이라고 언급했다. 하지만 2020년 5월 14일, 병원의 조사 이후 메이어는 길이 2019년 11월 중국에서 투어를 진행한 이후 코로나바이러스감염증-19에 걸렸다는 사실을 알아냈다.
길은 1977년 뉴 뮤지컬 익스프레스(NME)에서 평론가를 시작하여 1990년부터 인디펜던트의 수석 음악 평론가를 맡았던 동명이인 앤디 길(1953~2019)과 자주 혼동되었고, 2009년에는 둘의 인터뷰가 공개되기도 하였다.

## 디스코그래피

### 솔로
- "Dispossession" 12인치 싱글 (1987), 서바이벌

### 프로듀싱
- Gang of Four – Entertainment! (1979)
- Gang of Four – Another Day/Another Dollar (1982)
- Red Hot Chili Peppers – The Red Hot Chili Peppers (1984)
- Balancing Act – "Curtains" (1988)
- Gang of Four – Mall (1991)
- The Jesus Lizard – Blue (1998)
- Bis – Social Dancing (1999)
- The Mark of Cain – This is This... (2001, co-produced with Phil McKellar)
- Regurgitator – Eduardo and Rodriguez Wage War on T-Wrecks (2001 – 밴드와 공동 프로듀싱, 믹싱, 프로그래밍 & 편곡)
- Killing Joke – Killing Joke (2003)
- The Futureheads – The Futureheads (2004)
- Young Knives – Voices of Animals and Men (2006)
- Therapy? – Crooked Timber (2009)
- Fight Like Apes – The Body of Christ and the Legs of Tina Turner (2010)
- Gang of Four – Content (2011)
- Gang of Four – What Happens Next (2015)
- Gang of Four – Happy Now (2019)
- Queenadreena – Djin reissue (2021, "Heaven Doesn't Wait" demo)